# Alexandre Mouton

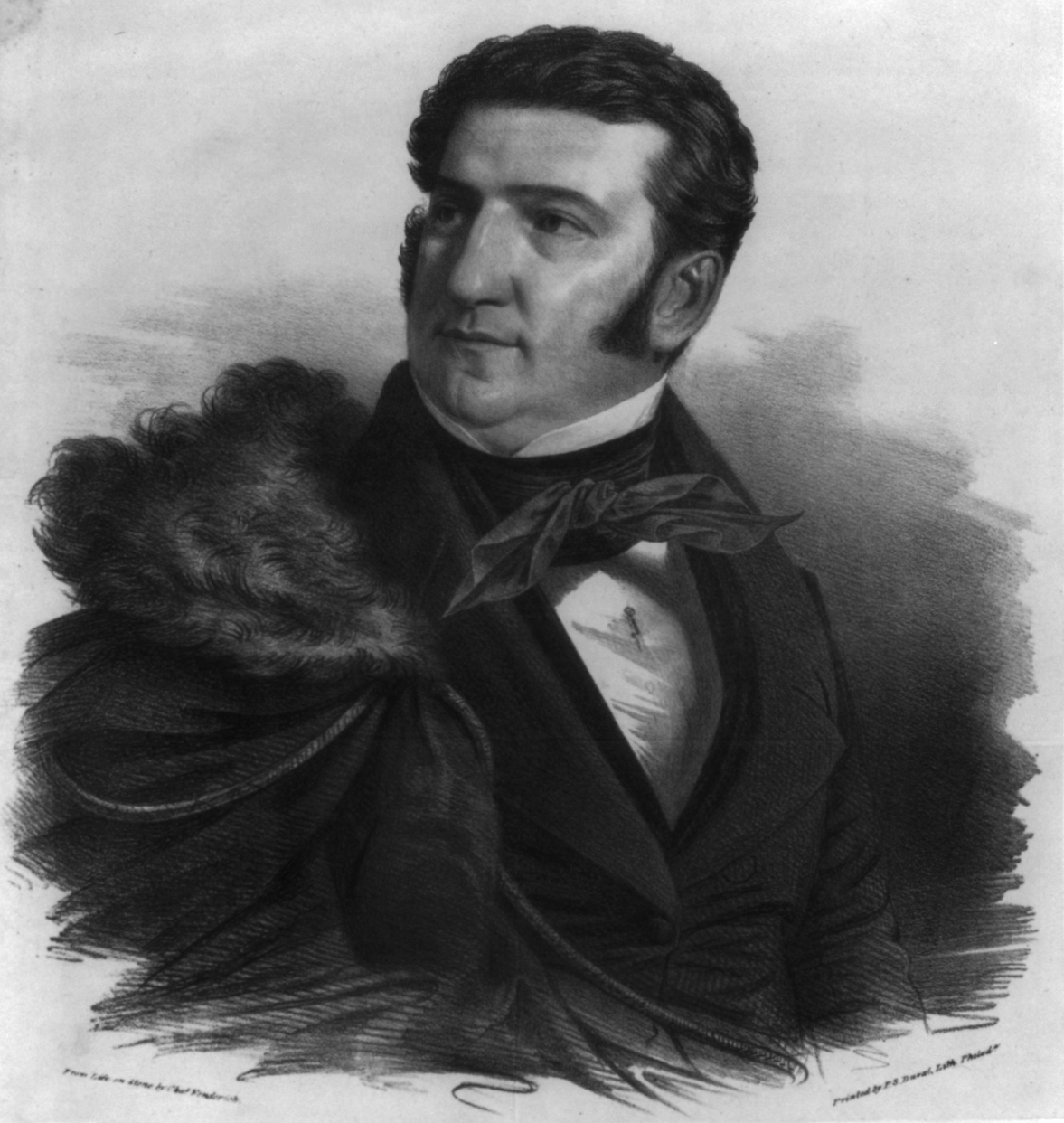
Mouton als senator

Alexandre Mouton (19 november 1804 - 12 februari 1885) was een Amerikaans advocaat en politicus. Hij was tussen 1843 en 1846 de eerste gouverneur van Louisiana voor de Democratische Partij.

## Levensloop
Mouton werd geboren in Lafayette Parish; zijn beide ouders waren afstammelingen van Acadiërs. Hij studeerde aan de Georgetown College in Washington, D.C. en werd in 1825 advocaat. Hij werkte als advocaat en leidde ook een suikerrietplantage. Tussen 1826 en 1837 zetelde hij in het Huis van Afgevaardigden van de staat Louisiana. Daarna zetelde hij tussen 1837 en 1842 in de Amerikaanse Senaat. Daar nam hij ontslag nadat hij was verkozen tot gouverneur van Louisiana.
Als gouverneur voerde hij bezuinigingen door en verkocht hij eigendommen van de staat om het onderwijs te financieren en de grote staatsschuld te verminderen. In 1845 leidde hij een grondwettelijke conventie in Louisiana en zorgde ervoor dat alle blanke, mannelijke inwoners stemrecht kregen. Na zijn termijn als gouverneur bleef Mouton politiek actief en hij was betrokken bij de afscheiding van Louisiana van de Verenigde Staten. In de daarop volgende Amerikaanse Burgeroorlog werd zijn plantage bezet door noordelijke troepen, die zijn 120 slaven bevrijdden.
Mouton overleed nabij Lafayette en werd begraven in St. John’s Cemetery in die stad.